# چارلز ماری (هنرپیشه)
چارلز موری (انگلیسی: Charles Murray؛ ‏ ۲۲ ژوئن ۱۸۷۲ – ۲۹ ژوئیهٔ ۱۹۴۱) بازیگر اهل ایالات متحده آمریکا بود.

## گزیدهٔ فیلم‌شناسی
- شورش
- چه اهمیتی داره؟
- افسون‌شده
- یانکی دودل در برلین
- ترجیحاً فولاد
- سند بدهکاری مورفی
- سالومه در برابر شنندوا
- همسایه‌تو بپا
- رام و کاغذ دیواری
- جابجایی پروفسور بین
- تظاهر اجتماعی آنها
- چهارراه‌های نیویورک
- آشفتگی عشقی هوگان
- مصون در زندان
- قهرمان یک شهر کوچک
- دوستش راهزن
- عشق جریحه‌دارشده تیلی
- دختری در لیموزین
- عشق، شرافت و سلوک
- دو ملوان کارکشته
- قتل هوراس